# Kingdom Hearts HD 2.5 ReMIX

Kingdom Hearts HD 2.5 ReMIX es un videojuego para PlayStation 3, lanzado en Japón, Norteamérica y Europa. Se trata del segundo título recopilatorio de la saga Kingdom Hearts (décimo título de la misma, decimoquinto teniendo en cuenta ediciones ampliadas) que contiene los juegos de Kingdom Hearts II Final Mix y Kingdom Hearts Birth by Sleep Final Mix completamente remasterizados en alta definición (eran títulos de PlayStation 2 y PSP, respectivamente) jugables, y Kingdom Hearts Re:coded adaptado en cinématicas en HD. El lanzamiento de este título fuera de Japón supone la venta por primera vez en territorios como Europa de las ediciones extendedidas de los títulos de la serie, ya que algunos de estos sólo fueron lanzados en sus "ediciones simples" fuera de territorio nipón.
El videojuego fue lanzado el 5 de diciembre de 2014 en Europa.
El juego será lanzado para PC el 30 de marzo de 2021 en la plataforma de Epic Games Store.

## Juegos incluidos
Kingdom Hearts HD 2.5 ReMIX es un título recopilatorio, con un menú principal que da acceso a tres títulos completos. Han sido completamente adaptados, incluyéndose mejoras nuevas o de juegos posteriores (como puede ser el control de cámara y el cuarto comando del botón  (de Kingdom Hearts II), o modelos remasterizados y mejorados de personajes principales, procedentes de Kingdom Hearts Birth by Sleep o creados de cero), además de soporte para trofeos, mejor escalado del dibujo de escenarios lejanos, y otra serie de mejoras visuales que conforman la adaptación en alta definición.

### Kingdom Hearts II Final Mix
Kingdom Hearts II Final Mix es una edición extendida y ampliada en contenidos, niveles, elementos, personajes y escenas del juego original Kingdom Hearts II. Su lanzamiento ocurrió únicamente en Japón, de modo que gracias al título recopilatorio su contenido exclusivo será por primera vez disponible en Europa y Norteamérica.
Su historia marca la continuación de la trama principal de la saga. Con una introducción algo desconcertante para algunos en la que controlamos a un personaje llamado Roxas en la ciudad de Crepúsculo hasta que conseguimos despertar a Sora y seguir con su aventura. Mientras que Riku avanza por su lado y Kairi permanece secuestrada. Controlando a Sora durante toda la trama principal del juego iremos avanzando de la mano de Donald y Goofy. Seguiremos avanzando y viajando a bordo de la habitual nave Gumi para visitar mundos conocidos y mundos nuevos. Los enemigos ahora serán de dos tipos, los habituales y malvados Sincorazón y se añaden los incorporeos como criaturas nuevas a las que eliminar. Volviendo una vez más a combatir también contra villanos de Disney y de Final Fantasy.

### Kingdom Hearts Birth by Sleep Final Mix
Kingdom Hearts Birth by Sleep Final Mix es una versión extendida y ampliada en contenidos, niveles de dificultad, más elementos en el Coso Virtual y en el Nexo, así como añade más escenas del juego original y un final extendido respecto a Kingdom Hearts Birth by Sleep. Gracias a este recopilatorio todo su contenido exclusivo está disponible por primera vez fuera de Japón, tanto en Europa como en Norteamérica.
El juego es una precuela del primer Kingdom Hearts, ya que sus hechos ocurren 10 años antes, añadiendo hechos y explicaciones nunca proporcionadas anteriormente en la serie. El juego se centra en la vida de tres personajes: Terra, Aqua y Ventus en su búsqueda del maestro perdido Xehanort. El juego también utiliza nuevas características de combate con elementos como tabla de comandos, sistema de comandos y enlaces de dimensión (D-Link). En esta versión de PS3 se elimina el modo multijugador de combates que había en PSP debido a las características de la consola.

### Kingdom Hearts Re:coded
Un título original de Nintendo DS y cuyos hechos suceden justo al finalizar la historia de Kingdom Hearts II, sin llegar a convertirse en uno de los títulos principales. Un título que resultaba completamente jugable y cuya adaptación a mejores gráficos y ampliación de contenidos se plantearon las productoras, proyecto que finalmente se descartó en concepto de no retrasar el desarrollo del siguiente título de la saga principal, Kingdom Hearts III. Sin embargo, al tratarse de un título relevante, se trabajó en la adaptación en videos de la trama, mejorándose los ya existentes y creándose nuevas escenas, conformándose así serie de cinemáticas en formato película, algunas con contenido inédito, resultando un total de más de 2 horas de video. Es el único título no jugable de la recopilación.
La historia se centra en un mensaje escrito en el diario de Pepito Grillo que este esta revisando cuando vuelven de su última aventura. Sora progresa a través de una serie de niveles que son representaciones virtuales de los mundos contenidos en la versión digitalizada del diario de Pepito, que son de Kingdom Hearts I y están ordenados según el orden en que los visitó.

## Lanzamiento en España
El juego cuenta con textos en español pero a diferencia del Kingdom Hearts II original (que fue lanzado completamente traducido, incluyendo doblaje al castellano con las voces oficiales), no cuenta con doblaje en castellano. Esto se debe a dos cosas, por un lado el estudio original de doblaje cerro durante el tiempo de lanzamiento entre el original y esta reedición. Y por otro lado la decisión de Square Enix de no mezclar audio en castellano para las escenas dobladas y otra opción para la parte extendida y contenido nuevo (ya sea, versión de audio en inglés o japonés o dejarlo sin audio y subtitulado). Por otro lado este juego si cuenta con la traducción completa a través de subtítulos para los audios y todos los menús están en castellano. El mes de su lanzamiento estuvo presente en la lista de los diez videojuegos más vendidos, ocupando dos puestos debido a la edición simple y la especial. 

## Secuela y Precuela
Este recopilatorio nació como continuación del primero, Kingdom Hearts HD 1.5 ReMIX, que incluye los 3 primeros títulos de la saga, Kingdom Hearts, Kingdom Hearts Re: Chain of Memories y Kingdom Hearts 358/2 Days. 
Debido al éxito se lanzan los títulos restantes en un tercer recopilatorio, esta vez, para PS4, Kingdom Hearts HD 2.8 Final Chapter Prologue, que incluye Kingdom Hearts Dream Drop Distance, Kingdom Hearts 0.2 Birth by Sleep - A Fragmentary Passage y cinemáticas en HD a modo de precuela de Kingdom Hearts Union X (Cross).
Más adelante, para PlayStation 4 se relanzan los 2 primeros recopilatorios, Kingdom Hearts HD 1.5 ReMIX y este Kingdom Hearts HD 2.5 ReMIX, en un solo título, Kingdom Hearts HD 1.5 + 2.5 ReMIX.
- Datos: Q15725931